# 逗逗蟲
《逗逗蟲》（韓語：라바）是一部韩国的TUBA娱乐公司制作的動畫劇集 。 該劇以两只幼虫为主角。第一季在KBS 1TV上首播，第二季在KBS 2TV上首播，第三季在JEI TV上首播，第四季在Netflix首播。